# Małujowice
Małujowice (AFI: [mawujɔˈvit͡sɛ]; en alemán: Mollwitz) es un pueblo situado en la Gmina Skarbimierz (Distrito de Brzeg, Voivodato de Opole), en el suroeste de Polonia. Se encuentra a unos 4 km al noroeste de Skarbimierz, a 8 km al oeste de Brzeg y a 44 km al noroeste de la capital regional Opole. Tiene una población de unos 430 habitantes.
Antes de 1945, perteneció a Alemania. Federico II el Grande rey de Prusia derrotó a los austriacos en la batalla de Mollwitz en 1741, una importante contienda de la Guerra de Sucesión Austriaca.

## Historia

### Batalla de Mollwitz
Los prusianos llegaron a las cercanías de Mollwitz el 10 de abril de 1741 en medio de un temporal de nieve. A pesar del mal tiempo, el ejército prusiano de 20 000 hombres, formado por 31 batallones, 35 escuadrones y 60 cañones, avanzó en cinco columnas hacia Mollwitz. El austriaco Wilhelm Reinhard von Neipperg disponía también de 20 000 hombres distribuidos en 18 batallones, 86 escuadrones y 18 cañones. La artillería prusiana abrió el fuego a la una de la tarde, causando aprietos a los austriacos. Una hora después, 4500 jinetes y seis regimientos austriacos cambiaron de posición para evitar la zona de fuego enemiga y atacar el ala derecha prusiana. Esta ala tuvo que replegarse, la caballería huyó e incluso fracasó el contraataque del 11.º regimiento de coraceros con el propio rey al frente. El fuego de la infantería prusiana, especialmente de los batallones de granaderos, consiguió detener el ataque de la caballería austriaca, en el que resultó muerto su comandante.
En ese momento crítico el rey abandonó el campo de batalla a instancias de su mariscal Kurt Christoph von Schwerin, que quería salvar la vida del monarca, y se dirigió a Oppeln (actualmente Opole), pero este poblado ya lo había ocupado el enemigo. Así que a medianoche cabalgó de regreso a Mollwitz y en el camino le dieron la noticia de que habían ganado la batalla. Cuando la caballería austriaca empezó a retirarse, la infantería prusiana avanzó con la bayoneta calada y a tambor batiente al mando del mismo Schwerin, lo cual fue decisivo para la victoria.